# لطفعلی صمیمی
لطفعلی صمیمی آخرین وزیر پست و تلگراف و تلفن در حکومت شاهنشاهی ایران و در دولت بختیار بود.

## برنامه وزارت پست و تلگراف و تلفن
برنامه دولت در امور پست و تلگراف و تلفن:
1. بررسی در جهت بهره‌برداری مؤثرتر از سرمایه‌گذاریهای انجام شده در برنامه‌های مخابراتی و پست کشور و بهبود سرویس‌دهی به مردم.
2. تجدید سازمان در وزارت پست و تلگراف و تلفن و شرکت مخابرات به منظور بالا بردن بازدهی کاری کارکنان ضمن ایجاد امکانات رفاهی برای آنان.
3. سعی در پیشبرد برنامه مکانیزه کردن پست در جهت جوابگویی مؤثر به نیازهای روزافزون پستی کشور.
4. توسعه خدمات پستی مؤثر در روستاهای کشور.
5. توسعه تلفن در جهت تأمین حداقل نیاز مردم کشور.
6. توسعه ارتباطات تلکس و تله‌تایپ به منظور جوابگویی به نیازهای مبرم صاحبان صنایع و تجار.
7. بررسی همه‌جانبه در جهت امکان ایجاد صنایع مخابراتی به منظور خودکفایی کشور تا سر حد امکان از واردات این وسایل و جلوگیری از صدور مبالغ هنگفت اعتبارات ارزی برای خرید وسایل مخابراتی.

## اقدامات و فعالیت‌های لطفعلی صمیمی
صمیمی به عنوان وزیر پست و تلگراف و تلفن در کابینه شاپور بختیار اداره امور حفاظت شرکت مخابرات ایران را که در امور شنود و مسایل حفاظتی فعالیت داشتند منحل کرد.
بعد از پیروزی انقلاب ۱۳۵۷ صمیمی جزء افرادی بود که به همراه خادم و سایر افراد همراه با شاپور بختیار به پاریس رفت و در کودتای نوژه نقش داشت.